# True Beauty
True Beauty este un film serial sud-coreean din anul 2020 produs de postul tvN.

## Distribuție
- Moon Ga-young - Lim Ju-kyung
- Cha Eun-woo - Lee Su-ho
- Hwang In-youp - Han Seo-jun
- Park Yoo-na - Kang Su-jin